# الشرقي (المحويت)

تعديل مصدري - تعديل

الشرقي هي إحدى قرى عزلة بني ابجر بمديرية المحويت التابعة لمحافظة المحويت، بلغ تعداد سكانها 246 نسمة حسب تعداد اليمن لعام 2004.